# August Eisenmenger
August Eisenmenger, född 11 februari 1830, död 7 december 1907, var en österrikisk konstnär.
Eisenmenger blev en av måleriets förnämsta representanter under 1800-talets sista årtionden i Wien, där han länge verkade som professor vid konstakademin. Han har utfört stora dekorativa målningar i parlamentshuset och flera andra platser.